# Lentilles
Lentilles település Franciaországban, Aube megyében. Lakosainak száma 128 fő (2022. január 1.). Lentilles Bailly-le-Franc, Chavanges, Hampigny, Joncreuil, Villeret és Rives Dervoises községekkel határos.

## Népesség
A település népessége az elmúlt években az alábbi módon változott:
| Lakosok száma | 199  | 183  | 143  | 98   | 120  | 126  | 125  | 127  | 129  | 128  |
|               | 1968 | 1982 | 1990 | 2006 | 2013 | 2015 | 2017 | 2019 | 2020 | 2022 |